# Юстова, Елизавета Ивановна
Елизавета Ивановна Юстова (13 [26] апреля 1900, Тамбов — 27 февраля 1999, Тамбов) — советский и российский архитектор, художник, краевед. Член Союза архитекторов СССР.

## Биография
Родилась в 1900 году в Тамбове, в семье известного врача-практика, исследователя, доктора медицины Ивана Яковлевича Юстова.
В 1920 году окончила женскую гимназию. Переехав в Петроград (Ленинград), поступила и в 1926 году окончила Ленинградский Высший художественно-технический институт (ВХУТЕИН), факультет архитектуры. Свободно владела английским, французским и немецким языками.
С 1929 года вела проектные работы в Ленинграде. В 1934 принята в Союз архитекторов СССР.
В годы Великой Отечественной войны 1941—1945 находилась в блокадном Ленинграде и Тамбове, где в 1942—1944 работала над проектами маскировки военных объектов.
С 1944 года работала в Киеве (после его освобождения частями Красной Армии). Разрабатывала проекты для восстановления разрушенных в ходе боёв населённых пунктов.
С 1949 года преподавала в Институте монументальной живописи и скульптуры Академии архитектуры УССР.
Уже будучи на пенсии, в 1970 году вернулась в Тамбов. Обследовала исторические и архитектурные памятники города и области, выпустила серию буклетов «По городам Тамбовского края». Много выступала с лекциями и в периодической печати по проблемам сохранения культурного наследия. В 1979 году в соавторстве с М. М. Максимовым издала книгу «Тамбов: памятники архитектуры».
Была одним из инициаторов восстановления Троицкого и Боголюбского соборов в городах Моршанске и Мичуринске Тамбовской области.
Умерла 27 февраля 1999 года в Тамбове, на 99-м году жизни.

## Награды
- Награждена орденом «Знак Почёта».

## Основные публикации
- Юстова Е. И. Типовые проекты малоэтажных жилых домов. — Киев, 1946.
- Юстова Е. И. Монументально-декоративное искусство в клубах Донбасса. — Киев, 1953.
- Юстова Е. И. Плафонная живопись в различных системах перекрытий. — Киев, 1955.
- Юстова Е. И. Сохранить своеобразие города : (реконструкция Тамбова и охрана построек XIX—XX вв.) // Тамбовская правда. — 1978. — 12 янв. — С. 2.
- Юстова Е. И., Максимов М. М. Тамбов: памятники архитектуры. — Воронеж: Центр.-Чернозем. кн. изд-во, 1979. — 60 с.
- Юстова Е. И. Архитектор Григорьев // Тамбовская правда. — 1982. — 16 янв. — С. 2.
- Юстова Е. И. Сохранить для новой жизни : (о бережном отношении к памятникам деревянного зодчества) // Тамбовская правда. — 1982. — 20 янв.